# 菲力斯杜港
费利克斯托港（英語：Port of Felixstowe）位于英国英格蘭東部萨福克郡的费利克斯托，是英国最大最繁忙的集装箱码头，处理全国四成以上的集装箱贸易。2011年该港吞吐量达到374万个标准箱（TEU），在全世界最繁忙的港口中排名第35位，亦在欧洲排名第6位。

## 中文译名
“Port of Felixstowe”，中国大陆译为“费利克斯托港”，亦有译为“菲利克斯托港”。而香港则译为“菲力斯杜港”；台湾则依香港译名。这主要取决于各地对于该港所在地费利克斯托的音译。

## 运营
费利克斯托港开始营运於1875年，由费利克斯托码头和铁路公司进行管理，该公司系於英国议会法案颁布的《1875年费利克斯托铁路和码头法案》（Felixstowe Railway and Pier Act 1875）之下而设立的，也是一家於英国十分罕见的没有在公司名称上标注“有限”词汇的有限公司。港区大部分土地由剑桥大学三一学院拥有，该学院於二十世纪三十年代购入了位于费利克斯托附近一些土地，包括一些因面积太小而无法被被列入全国码头劳工计划（National Dock Labour Scheme）的码头。1967年该港耗资350万英镑建立了英国第一个集装箱码头用于处理海陆联运。
该港一直被私人拥有。1951年一位农业商人戈登·帕克（Gordon Parker）收购了费利克斯托码头和铁路公司，在当时只用于处理粮食和煤炭。於1976年该公司又转手予欧洲渡轮集团。至1991年6月，李嘉诚旗下的和记黄埔集团以9000万英镑收购了铁行轮船公司所有的费利克斯托港，迈出了集团全球化拓展的第一步。
该港拥有自己的警队、消防队和急救服务。

## 配套设施

### 码头

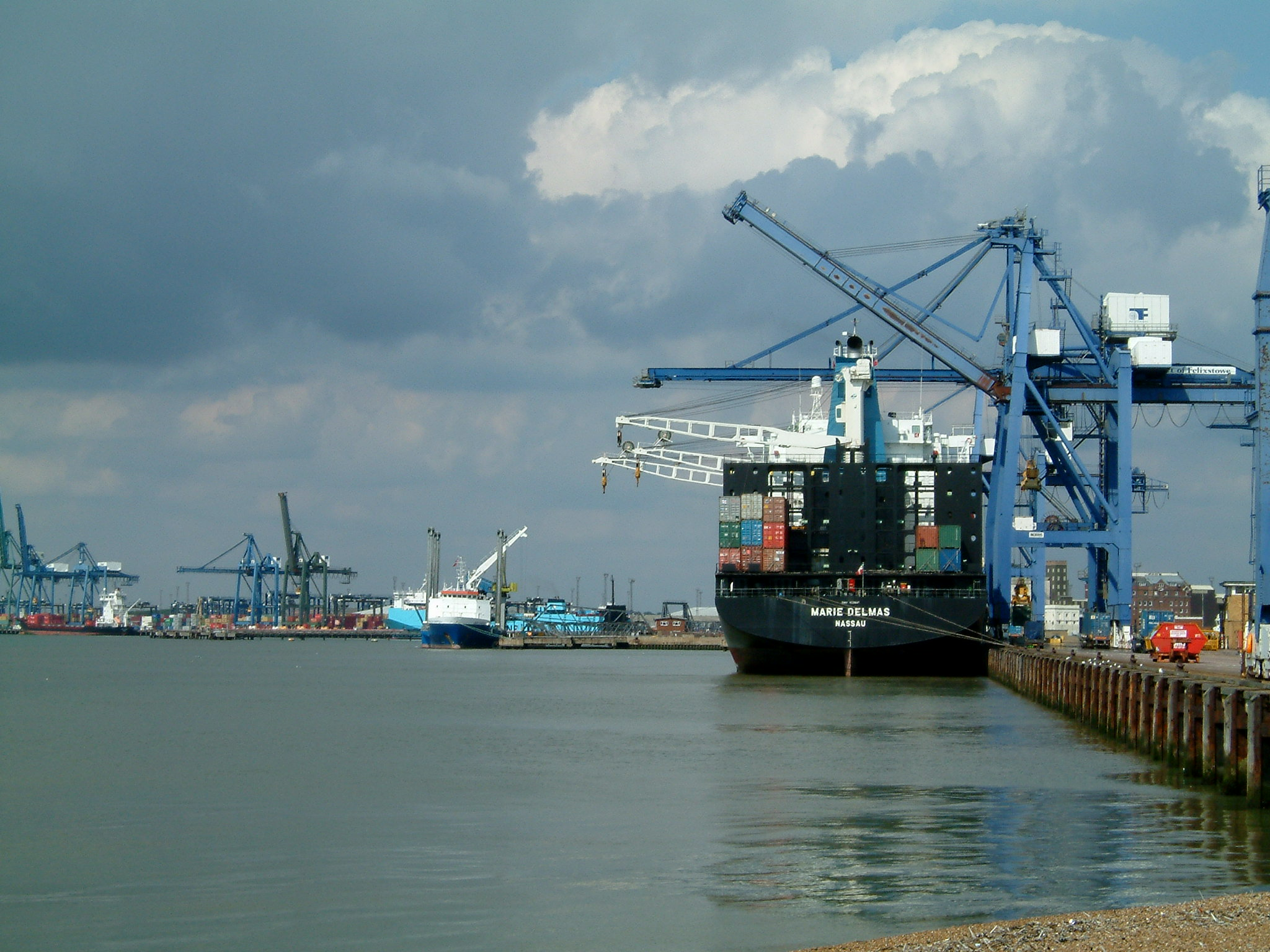
兰嘉码头(图近景)与崔尼蒂码头(图背景)

费利克斯托港口里有一个滚装码头（RO-RO Terminal），以及两个主要的集装箱码头：一个是“三一码头”（Trinity Terminal，亦音译为崔尼蒂码头），另一是“兰嘉码头”（Landguard Terminal）。
港口拥有超过2.3（1.4英里）的连续型码头，共配置了29座船对岸型门式起重机，其主航道疏浚至海图基准面以下14.5米，码头沿岸的最大深度为15米。这些设置使费利克斯托港得以适应世界上最新一代的深吃水型的后巴拿马型船舶，以及於2013年推出的更大型的足以运载1.8万标准箱的马士基3E级集装箱船。

### 交通状况
港口通过A14公路经由M6高速连接英格兰中部地区，而向北取道M1高速与M6高速，及通过A1公路与A12公路可到达伦敦。
港口内每个码头都有自己的铁路货站，可连接至费利克斯托铁路支线。

### 船员福利
为航海船员提供实践经验和精神支持的海员慈善机构海员宗会於费利克斯托港设驻了港口牧师。

## 发展现状

### 费利克斯托南部
2008年起，费利克斯托南部码头的建设与重新配置开始动工，预备打造1.3（0.81英里）的码头及配置13座全新的船对岸型门式起重机。该工程将分两个阶段进行，第一阶段准备於2010年底建成全长750米的海堤，第二阶段则是筹备於2014年开业营运。新码头将有16米的净空，起重机架可适用于超大型的货柜载体。

### 费力克斯托和纳尼顿货运能力计划

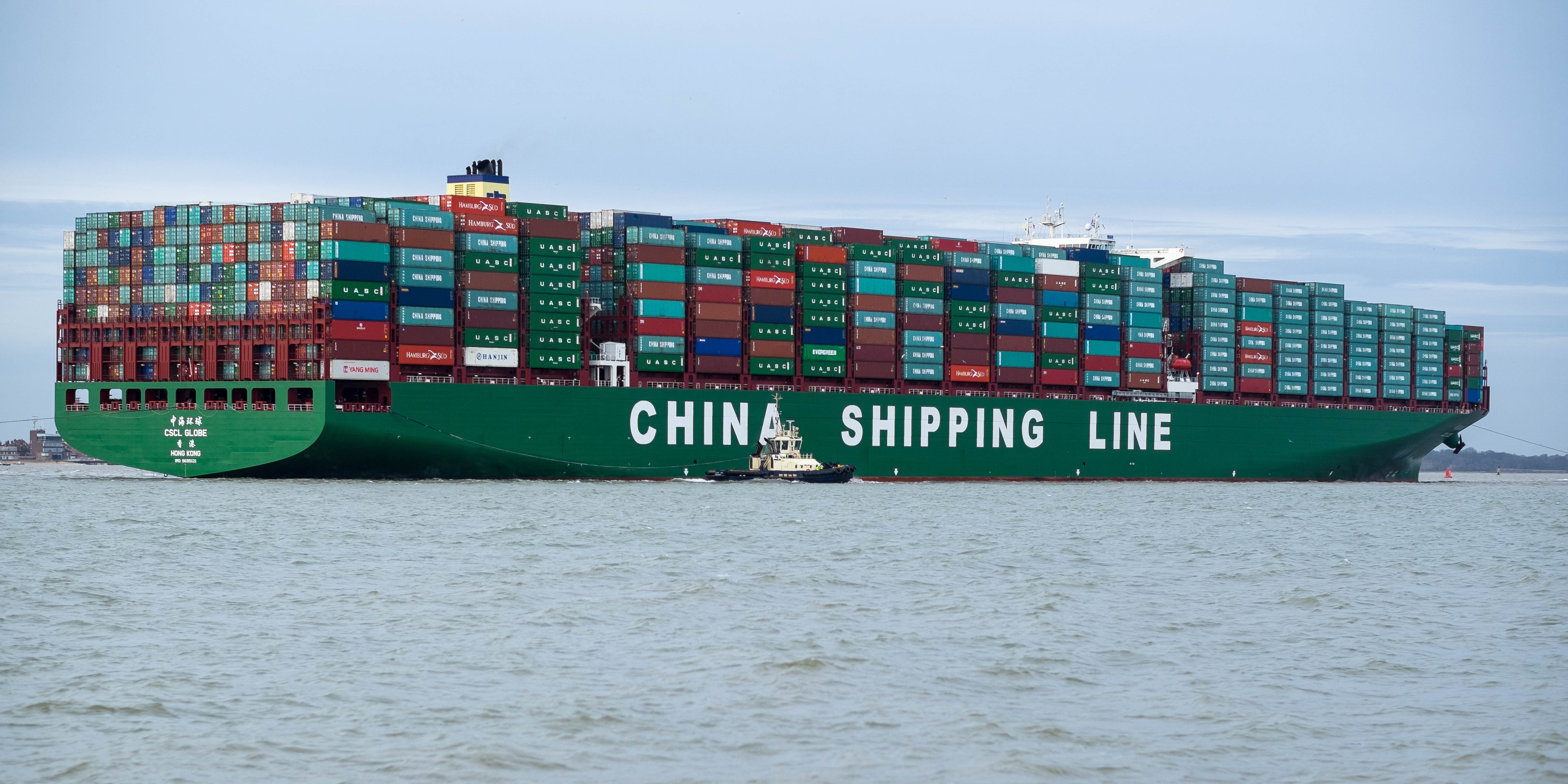
於2015年1月份抵达该港最大的集装箱船是中国海运集团总公司拥有的中海环球号

费利克斯托港与位于西海岸主線的纽尼顿之间的伯明翰－彼得伯勒线铁路轨道已经升级，通过清除W10车辆限界的路线使更多高立方货物列车得以在两地间运转。
因为货柜的高立方化，这项计划允许较新的高立方集装箱通过火车运进港口，将会为费利克斯托港的扩张提供更多的货物运输量。英國國營鐵路公司於2008年完成了伊普斯威奇至彼得伯勒路线的容量规格提高工作，全部工作预计2014年完成，估算耗资2.91亿英镑。

### 科普多可转换站
作为费力克斯托南部开发计划的一部分，位处英国A14公路与A12公路之间的科普多可转换站（Copdock Interchange）将提升容量，而香港和记黄埔将为此提供资金支援。

## 脚注
1. ↑  .   [2021-09-10]. （原始内容存档于2021-09-10）.
2. ↑  The Ports Industry in England and Wales （页面存档备份，存于）, (2006-07)
3. 1 2  Journal of Commerce: THE JOC TOP 50 WORLD CONTAINER PORTS （页面存档备份，存于）
4. 1 2  Kremer, William. . BBC World Service (BBC News). 2013-02-18  [2015-07-09]. （原始内容存档于2013-02-19）.
5. ↑  中国大陆译名出自腾讯财经相关报道 （页面存档备份，存于）及欧华国际官网 （页面存档备份，存于）
6. ↑  香港译名出自和记港口集团官网 （页面存档备份，存于）
7. ↑  台湾译名出自中时电子报相关报道 （页面存档备份，存于）
8. ↑  . Statute Law.   [2015-07-10].[]
9. ↑  Levinson, Marc. . Princeton University Press. 2008: p204. ISBN 978-0691136400.
10. ↑  . 新财富.   [2014-01-07]. （原始内容存档于2021-04-19）.
11. ↑  . Port of Felixstowe. 2012-04-14  [2015-07-09]. （原始内容存档于2019-12-16）.
12. ↑  port chaplain （页面存档备份，存于），apostleshipofthesea.org
13. ↑  . Century Haixin International Logistics (Shenzhen).   [2015-07-09]. （原始内容存档于2009-10-15）.
14. ↑  . Railway people.   [2010-05-16]. （原始内容存档于2016-03-24）.
15. ↑  . Logistics manager.   [2010-05-16]. （原始内容存档于2011-10-05）.
16. ↑  . Port of Felixstowe.   [2010-01-11]. （原始内容存档于2020-03-17）.
17. ↑   (PDF). 英国国营铁路公司. 2009-03-31  [2015-07-09]. （原始内容 (PDF)存档于2009-09-02）.
18. ↑  . 英国国营铁路公司. 2009-02-10  [2015-07-09]. （原始内容存档于2011-06-06）.
19. ↑  . Department for Transport.   [2010-05-16]. （原始内容存档于2019-12-10）.

## 延伸阅读
- BRITISH TRANSPORT DOCKS (FELIXSTOWE) BILL （页面存档备份，存于） Discussion in the Commons - 1976
- Thinking inside the box （页面存档备份，存于），BBC新闻对该港发展状况撰写之文章